# 山で眠る王
山で眠る王（やまでねむるおう、スティス・トンプソンの民間文芸のモチーフ索引D1960.2）は、多くの民話や伝説に見られる著名な民間伝承の類型。 トンプソンはそれをキフホイザー型と名付けた。 他の呼称としては、山の王、山の下の王、眠れる英雄、または山への携挙（Bergentrückung）などがある。

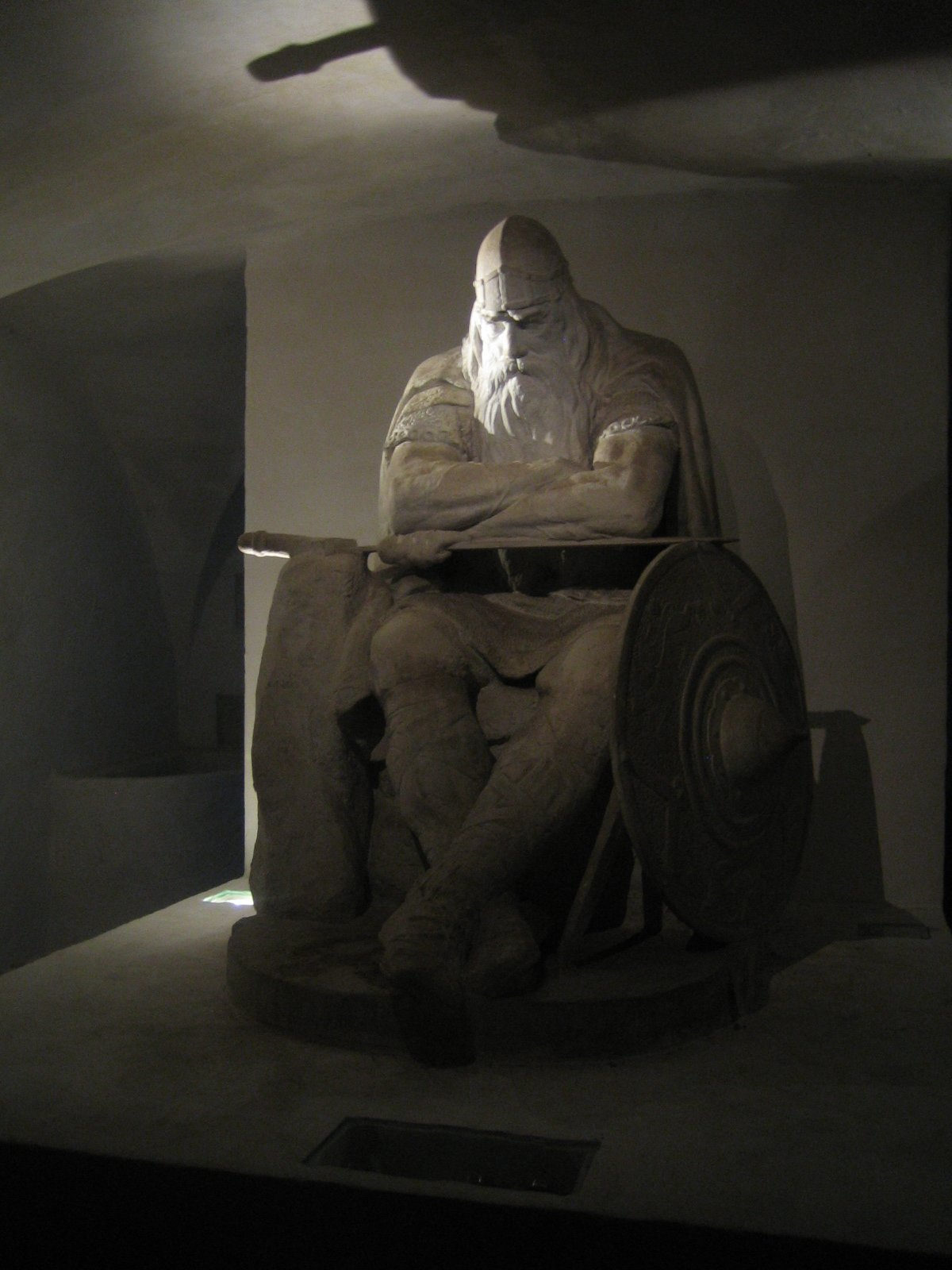
クロンボー城にあるデーンのオジェの像。 オジェは、いつかデンマークの国が危険にさらされるまで、床までひげを伸ばして城で眠っていると言われている。

例としては、アーサー王、フィン・マックール、シャルルマーニュ、デーンのオジェ、ダビデ王、キフホイザーの赤髭王フリードリヒ・バルバロッサ、コンスタンティノス11世パレオロゴス、マルコ・クラリエヴィッチ、ポルトガルのセバスティアン王、マーチャーシュ王などの伝説が挙げられる。
A 571「山で眠る英雄」と E 502「眠れる軍隊」のモチーフは類似しており、同じ物語の中で発生する可能性がある。
関連するモチーフに「七人の眠り聖人」（D 1960.1、「リップ・ヴァン・ウィンクル」モチーフとしても知られる）があり、そのタイプはエフェソスの七人の眠り聖人（AT物語タイプ766）。

## 類型

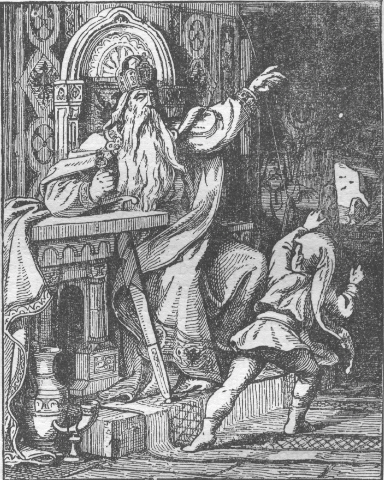
フリードリヒはカラスがまだ飛んでいるか確認するために少年を送り出す。

『山で眠る王』は、伝説的な王（英雄）が武装した家臣を伴い、高い山の頂上の洞窟などで眠り続けている伝承、民話を指す。これには、離島、または超自然的な世界などの人里離れた土地で眠っていることを含む。 王と、その山は、その地域の歴史において何らかの関係、とくに軍事的影響を及ぼしていることが多い。
グリム兄弟が集めた民話のうち、赤髭王フリードリヒ・バルバロッサに関する伝説は、山で眠る王の典型的なものとされる。
一般に、ある牧夫が迷子になった家畜を探して洞窟に迷い込み、王（または英雄）に遭遇する。このとき、王が山で長い間眠っていたことを示す意味で、長い髭を持っていることが特徴となる。
王または謎の声は牧夫に「ワシ（またはカラス）は、まだ山頂を飛んでいるか？」と尋ねる。牧夫が「はい、彼らはまだ山頂を飛んでいる」と答え、王は 「それなら、まだ私の出る時ではない」などと返事をする。牧夫は、山を降りて、この物語を里の人に語り終えると、その途端、髪が白くなり死んでしまう。
伝説では、王は山の中で眠り、その土地（国）に危機が迫ったとき、騎士たちとともに立ち上がり国を守ると伝わる。王の目覚める前兆は、山頂を飛ぶ鳥の絶滅とされることが多い。

## ヨーロッパ
多くのヨーロッパの王、領主、伝説的人物、宗教者がこの物語の類型を持つ。主な例としては、イギリスのアーサー王や神聖皇帝フリードリヒ1世、オジェ・ル・ダノワ、ウィリアム・テルが挙げられる、

### バルト三国
- ラトビアの伝説では、城が地中に沈み、その跡に丘が残るというもの。誰かがその丘に入る道を見つけ城の名前を言い当てると、城は再びよみがえり、領主とその民は元の生活に戻るとされる。
- リトアニアのヴィータウタス王は、リトアニアに最悪の危機が迫ったとき、最後の戦いで祖国を守るために墓から蘇ると信じられている。

### ブリテンとアイルランド
- アーサー王。伝説によれば、アーサー王はアヴァロンに連れ去られ、ブリテンの人々に必要とされるまで眠りにつくとされている。いくつかの伝説では、ブリテン島で偶然、洞窟に出くわした牧夫が、アーサーが騎士やエクスカリバーとともに眠っているのを発見する。これのバリエーションとして、探索中の牧童がアーサーの騎士たちだけを見つけることもあれば、ランスロット卿、グィネヴィア、騎士たちが「かつての王」の帰還を待って眠っているのを見つけることもある。初期のアーサー王文学の中で、アーサーは前任者である福音者ブランが、ブリテンを守るために自分の首をブリテンを見下ろす塚の上に置いたと言及している。彼も同じことを望み、後に2人はブリテンを見下ろし、共に守ることになる。[要出典]
- アーサー王伝説のマーリンは女妖精の一人（湖の貴婦人、湖の乙女）ニミュエ（あるいはニニーヴ、ニヴィアン、ヴィヴィアンとも）によって樫の木に幽閉されたまま時を過ごしている。[要出典]
- トーマス・ザ・ライマー（Thomas the Rhymer）。イングランド＝スコットランド国境の物語で、騎士の従者とともに丘の下で発見される。同様に、ハリー・ホットスパーはチェビオットで狩猟中、猟犬とともにヘン・ホール（または「地獄の穴」）に閉じこもり、狩猟の角笛の音で眠りから覚めるのを待っていたと言われている。もうひとつの国境の変種は、猟師の一団がノロジカを追いかけてチェビオット（Cheviots）に入ったとき、ヘン・ホールから甘い音楽が聞こえてきたという話である。しかし、中に入ったところで道に迷い、現在も捕らわれたままであるという。

#### ウェールズ
- 祝福されたブラン（en:Bran the Blessed）。島々を守り、ブリテンを見下ろす存在として言及され、その首は切断されて塚の上に置かれている。アーサーは後に自分もそうしたいと言い、初期のアーサー王文学では両者ともにブリテンを守っている。
- Owain Lawgoch、ウェールズの軍人、貴族（14世紀）。
- オワイン・グリンドゥール - 最後の生粋のウェールズ人。イングランドに対する長い反乱の後、結局は失敗に終わった。彼は捕らえられることも裏切られることもなく、王室の赦免をすべて拒否して姿を消したと伝わる。
- プリンリモンには名のなき巨人が眠っているとされる。

#### アイルランド
- フィン・マックールは、フィアンナたちに囲まれた洞窟や山で眠っていると言われている（彼は背が大きいため、彼らとは区別されている）。ドルド・フィアンが3回鳴らされると、フィンとフィアンナは再び立ち上がり、かつてと同じような強さを取り戻すと伝えられている。他の説では、フィンはアイルランドの偉大な英雄として栄光を取り戻すという。
- 第3代デスモンド伯爵。銀の靴を履いた馬でガーの湖の下で眠りについているという。
- 第8代キルデア伯爵。キルデアのCurragh（地域名）の下で休んでいるとされる。
- ケリー州周辺の伝説に登場するDónall na nGeimhlach Ó Donnchú。
- クー・フーリン。北アイルランドに伝わる伝説的英雄。

#### イングランド
- ハロルド・ゴドウィンソン。アングロサクソンの伝説では、彼はヘイスティングズの戦いで生き残り、いつかノルマン人のくびきからイングランド人を解放するためにあらわれるという。
- フランシス・ドレイク卿。イングランドが致命的な危機に陥り、ドレイクの太鼓が打ち鳴らされると、フランシス・ドレイク卿が海からイングランドを守るために現れるとされている。伝説によると、ドレイクの太鼓は、イングランドが戦争状態にある時や、国家的な重要な出来事が起こる時に聞くことができる。[要出典]
- チェシャのオルダリー・エッジで眠る騎士たち。イングランドにとっての大きな戦いの運命を決める召集を待つ、鎧を着た騎士たちでいっぱいの洞窟の不朽の伝説がある。王の名前はないが、魔法使いが関与しており、後の伝説ではマーリンと呼ばれている。

### コーカサス地方

#### アルメニア
- Mher (see Daredevils of Sassoun).

#### グルジア
- タマル女王。伝説によれば、彼女は死んでおらず、金の花輪をつけた棺の中で山の中で眠っているという。伝えられるところによれば、彼女が目を覚まし、グルジアに中世の栄光を取り戻す日が来るという。[要出典]

### オランダ語とドイツ語圏
- ゲルマンの伝説的英雄ディートリヒ・フォン・ベルンは、ドワーフの国へ連れ去られ、最も必要な時に戻ると伝わる。
- ドイツ、フランス、低地諸国の皇帝シャルルマーニュは、ザルツブルク近くのウンタースベルクに眠っている（オーストリア）。
- 神聖ローマ皇帝フリードリヒ・バルバロッサはキフホイザー山で眠り、帝国を救うために蘇ると言う（ドイツ）。
- 神聖ローマ皇帝フリードリヒ2世。
- ドイツ王ハインリヒ1世（捕鳥王）。

#### スイス
- ウィリアム・テル[2]

### ギリシャ、ヘレニズム、ビザンチン

#### 古代ギリシャ
- テーセウス（アテネ）

#### ビザンチン帝国
- コンスタンティヌス1世は、山の中で眠るわけではないが、石像になったと言われている。
- 東ローマ帝国最後の皇帝コンスタンティノス11世パレオロゴスは、大理石に変えられたと言われ、「大理石の王」マルマロメノスと呼ばれた。彼は、不滅の皇帝として栄光の復活を遂げるまで、コンスタンティノープルの城壁に囲まれた黄金の門の中という説もあり、地下のどこかに隠されていると言われている。[3]
- ヨハネス3世ドゥーカス・ヴァタツェス（別名「カロヤニス3世」）。

### ハンガリー
- フン族のアッティラの息子であるチャバは、セーケイ人が脅かされたときに天の川を駆け下りるとされている。
- イシュトヴァーン1世、ラースロー1世、フニャディ・マーチャーシュ。

### スペイン
- ボアブディル、グラナダ最後のイスラム王。
- ペラーヨ、アストゥリアス王、レコンキスタの始まりとされる。
- ロデリック、ムーア人の侵攻から逃れ、民を救うために「最大の危機」を待つと言う。

### ポルトガル

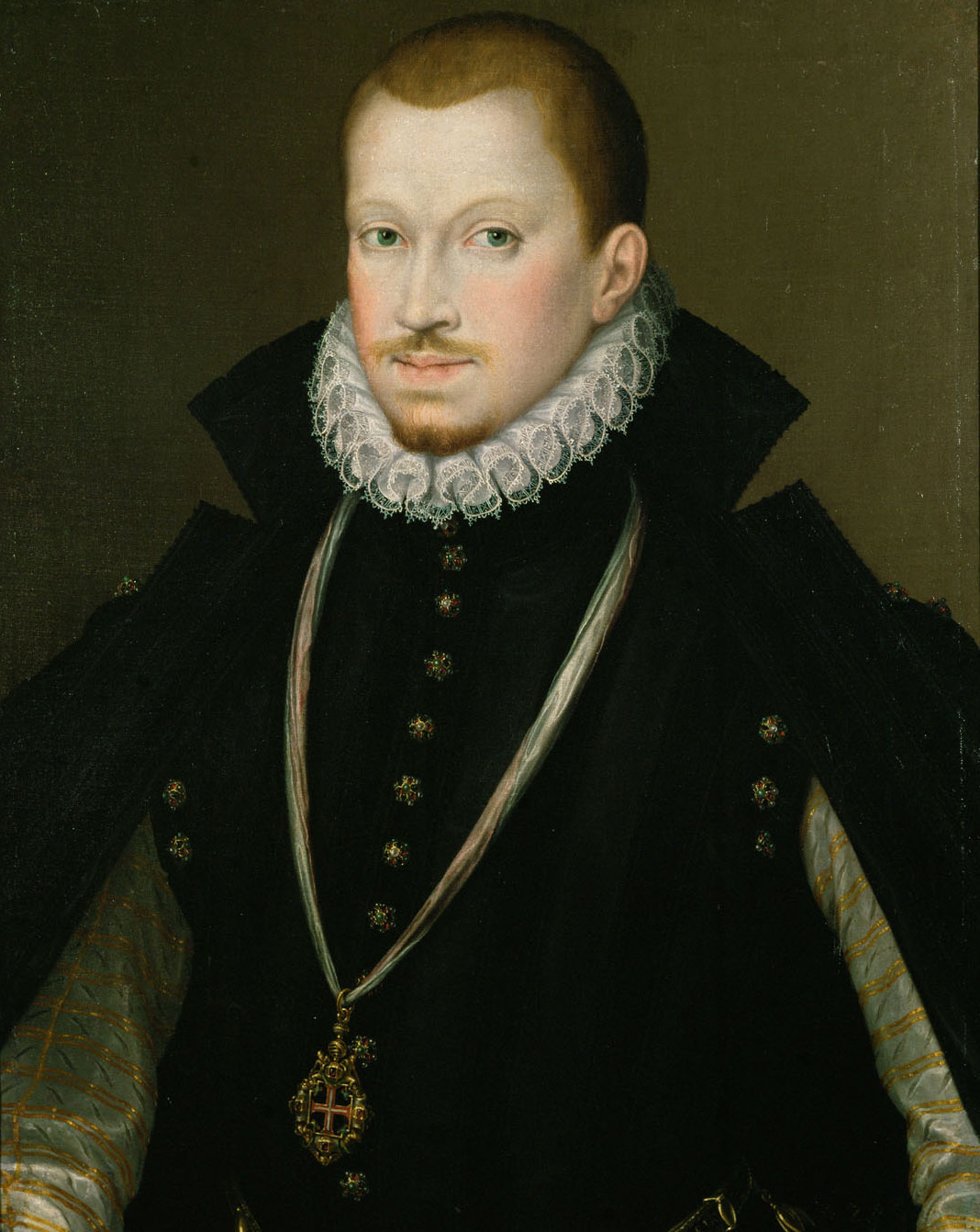
セバスティアン1世の死により、アヴィス家はポルトガルの王位を失った。セバスティアニストは、セバスティアン1世が再びポルトガル第五帝国の支配者に返り咲くと信じている。

- セバスティアン1世は、セバスティアニストたちによって、いつか必要な時に、霞の朝に帰ってくると信じられている。[要出典]

### ルーマニア
- ヴラド・ツェペシュ
- シュテファン3世 (モルドヴァ公)

### スカンジナビア
- オジェ・ル・ダノワ（デンマーク）
- オーラヴ2世（ノルウェー）
- フィンランドの国民的叙事詩『カレワラ』の主人公ヴァイナモイネン。カレワラの最後に、彼は最も必要とされるときに戻ってくると約束して船で去っていく。

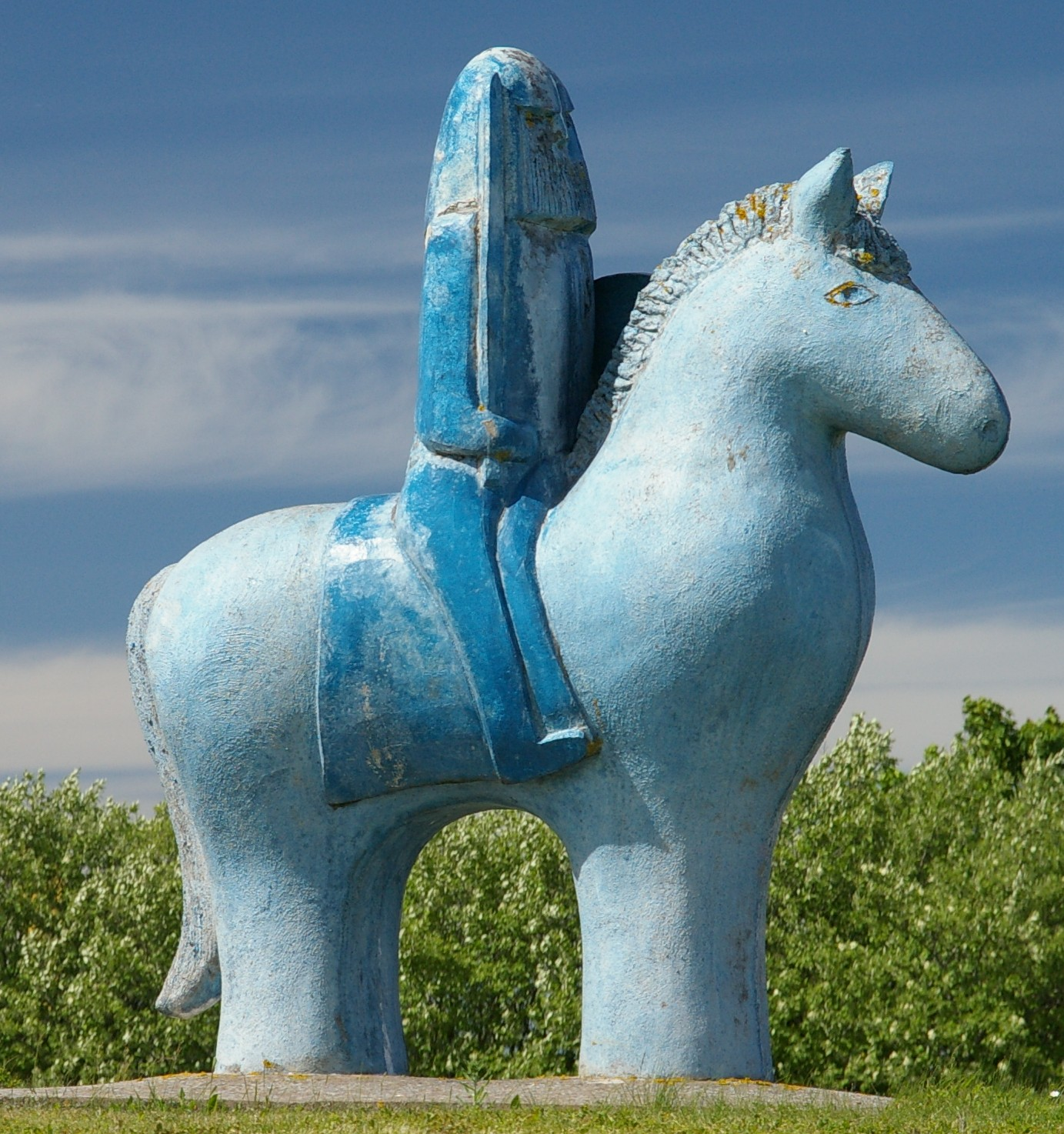
オーレベルクの騎士団の像

- オーレベルクの騎士団 (スウェーデン)

### スラヴ

#### 東スラヴ
- アレクサンドル・スヴォーロフは、祈りの声が聞こえ、イコンのランプが燃える深い洞窟の中で眠っている。伝説によると、スヴォーロフは祖国を死の危機から救うために戻ってくるという。（ロシア）
- タラス・シェフチェンコはウクライナの詩人・画家で、超自然的な英雄（チャラクテルニク）であると信じられており、カニウにある彼の墓塚の下、あるいはキーウ・ペチェールシク大修道院で眠っていると言われている。（ウクライナ）[要出典]

#### 南スラヴ
- マルコ・クラリエヴィッチ（セルビア, 北マケドニア）[要出典]
- Matija Gubec（クロアチア）[要出典]
- Kralj Matjaž（スロベニア）[要出典]
- ナポレオン・ボナパルトはまだ生きていて、ロシアのイルクーツクに隠れ、再び世界を征服するために軍隊を集めていると信じられていた。ルーマニアの司教メルキセデクによれば、スラブ人の一派があり、その信者がナポレオン崇拝とともにこの信仰を共有していたという。

#### 西スラヴ
- 騎士が眠っているというギエウォント山。（ポーランド）[要出典]
- ボレスワフ1世（勇敢王）は、タトラ山脈のどこかに隠された洞窟の中で、騎士たちとともに眠っている（ポーランド）。この伝説にはいくつかの異なるバージョンが存在し、歴史上の人物が異なる場合もある。[4]
- ヴァーツラフ1世。彼は（チェコの騎士の大軍とともに）ブラニーク山に眠り、最悪の時に国を守るために現れ、白馬に乗り、伝説の英雄ブルンツヴィークの剣を振るう。（チェコ共和国）

## アジア

### 中東および小アジア

#### イラン
- ペルシアの伝説的な国王であるカイホスローは、サオシュヤントの仲間の多くが不死で眠っているように描かれており、カイホスローはサオシュヤントの改修作業を助けるために彼らを一人ずつ蘇らせる。[要出典]

#### トルコ
- 七人の眠り聖人 - キリスト教やイスラム教の伝承で宗教迫害を免れるため西暦250年頃にエフェソス郊外の洞窟内に隠れ、約300年後に姿を現した若者達の物語。

### 東アジア

#### モンゴル
- チンギス・カンの死に関する伝統的な説話によれば、彼は怪我をして馬から落ちて死んだというが、死んだかどうかは不明で、ただ休息しているだけであるというものがある。毎年、春と秋になると、チンギスが埋葬されている場所の「秘密を知る者たち」は、新しい服を棺に入れ、擦り切れて古くなった服を取り出すという。民俗学によれば、チンギスが戻ってくる証拠となるもう一つの例が報告されている。オルドスでは毎年チンギス・カンのために生贄が捧げられ、2頭の白馬（チンギス・カンの馬）が現れる。しかし中華民国3年目（1914年）には1頭しか現れなかった。その4年後、2頭目の馬が現れたとき、その馬には鞍の胆があった。これはチンギス・カンがその馬を使っていた証拠であり、再び現れる準備をしているのだと考えられた。

#### 中華人民共和国
- 崇禎帝が北京陥落後も生き延び、再び現れるという伝統的な話が清朝で広く流布した。

#### 日本
- 空海。真言宗の開祖。和歌山県の高野山にある寺院で深い瞑想に入り、次の仏陀である弥勒菩薩の到来を待っていると言われている。[要出典]

#### フィリピン
- タガログの王ベルナルド・カルピオは、ルソン島マニラ首都圏の東、リサール州ロドリゲスの山中に囚われている。伝説によると、超人的な力を持つカルピオは、鎖から解き放たれようともがくうちに地震を引き起こすという。

#### チベット
- ゲセル・ハーン。チベット人はいつかゲセルが戻り、この世界の秩序を正すと信じている。[要出典]

#### ベトナム
- クビライ・ハンのベトナム侵攻を打ち破った最高司令官、チャン・フン・ダオの廟には、国家が危機に陥ったときに鳴り響く剣櫃が納められていたが、それは勝利を予言するものでもあると伝わる。

## アメリカ

### アメリカ合衆国
- プエブロの英雄神モンテスマは先史時代の神の王であったと信じられており、アリゾナの山には彼の姿が宙吊りにされている[要出典]
- コロラド州にあるスリーピング・ユートの山は、「邪悪な者たち」との大きな戦いで受けた傷から回復する間に眠りについた「偉大な戦士の神」であったと言われている（この伝説には他にも多くの異説がある）[要出典]
- ショーニー族のテカムセ[要出典]
- ジョシュア・ノートンは、いくつかの廃れた公民権団体によって、共和国の統一が底をついたときにアメリカに戻る運命にあると主張されている[要出典]
- Qアノン陰謀説の信奉者の中には、アメリカの人物であるジョン・F・ケネディ・ジュニアがいつかアメリカ政府の腐敗を粛清するために戻ってくると信じている者もいる。[5]

### ペルー
- インカ帝国を復活させるためにいつか戻ってくる、ペルーの先住民族のインカリ（スペイン語のインカ・レイ、「インカの王」から）。この神話には主に2つのバージョンがあり、地方によっていくつかのバリエーションがある。
  1. インカリが最後のサパ・インカであったというもの。1つ目は、インカリが最後のサパ・インカであり、スペイン人によって首を切られ、その首は未知の場所に埋められた。頭部は死んだのではなく、体の残りの部分を再生させる間、冬眠している。再生が完了すれば、インカーリは復活する。[要出典]
  2. インカーリと妻のコラーリはクスコの創始者だった。彼らはアマゾンのジャングル（パイティティ、またはその変種と呼ばれる場所）に逃げ、そこで岩の下で眠り、いつか戻ってくる。[要出典]

## 宗教別の例

### ユダヤ教
- ダビデ王は、ハイム・ナフマン・ビアリクの物語『洞窟のダビデ王』の中で、洞窟の奥深くで戦士たちとともに眠り、数千年の眠りから目覚めさせ、イスラエルを救済するために彼らを呼び覚ます汽笛の音を待っている姿として描かれている。[6]このような役割は、以前のユダヤ教の伝統ではダビデ王には与えられていなかった。

### キリスト教
- 福音記者聖ヨハネ – 黄金伝説によると、彼は反キリストが来臨し、証人として必要とされるまで、エフェソスの墓で眠りについているという。

### イスラム教
- ムハンマド・アル＝マフディー（シーア派のモチーフで、ハサン・アスカリーの謎の息子とされるがal-Ṭayyib Abū al-Qāṣimのようなシーア派史上の重要人物とされることもある）のような歴史上の人物と同一視される場合、その人物は不自然なほど長寿であり、隠遁中であるとされる。 [要出典]
- ハーキム （西暦1021年に35歳で死去または消息不明）は、時の終わりに戻ってエジプトから統治するとドゥルーズ教徒に信じられている[要出典]
- イエスは、マフディーが来た後にダジャルと戦うために戻ってくると信じている。ムスリムはイエスが地上に戻ってくると信じているが、これは復活ではない。むしろイスラム教徒は一般的に、イエスは生きたまま天国に入り、終末の日の前に地上に戻ってくると信じている。

### ヒンズー教
- ヴィシュヌはしばしば眠っている姿で描かれ、他の神々が助けを求めると起こされる。彼のアヴァターラであるクリシュナは、バガヴァッド・ギーターの中で、秩序と正義を確立するために定期的に地球に戻ってくるとアルジュナに伝えている。『マハーバーラタ』では、ヴィシュヌはカリ・ユガの終わりに10番目のアヴァターラであるカルキとして現れ、王として統治すると特に主張している。[要出典]

## 眠るアンチヒーロー（または悪役的存在）
この種の物語や原型は、単純なアンチヒーローか完全な悪役で、その復活は世界の終わりを意味するか、その眠りはポジティブな何かを象徴するような、あまり英雄的でない人物にも付けられることがある。この種の原型は「鎖につながれたサタン」の原型として知られている。その例としては以下のようなものがある
- アメリカ、コネチカット州にあるスリーピング・ジャイアント山は、地元のキニピアック族によって、グレートスピリットによって封印された悪魔ホボモックであると言われていた。ある日、彼は目覚め、世界を破壊すると言われている。[要出典]
- アルメニアのアルタヴァスデス1世は、コレネのモーゼによれば、父アルタクシアス1世によって鎖につながれ、永遠に鎖につながれたままとなる呪いをかけられた。
- 北欧神話のロキは、バルドルの死を企てた後、神々によって縛られた。ラグナロクが始まると、ロキは解放され、神々に対してヨートナーの軍勢とともに戦うと予言されている。[要出典]
- ドゥクリャン（セルビアの神話）[要出典]
- エトナ火山におけるテューポーンとエンケラドス[要出典]
- 孫悟空（西遊記）

## フィクションの例

### TVゲーム

#### ゼルダの伝説 ブレス オブ ザ ワイルド
- 主人公リンクは戦いに傷つき、100年の眠りから目覚めたという設定。

## 関連記事
- 空海
- リップ・ヴァン・ウィンクル